# سیزم
شورای بین‌المللی ورزش‌های نظامی (به فرانسوی: Conseil International du Sport Militarie) که به اختصار سیزم (CISM) خوانده می‌شود، در ۱۸ فوریه ۱۹۴۸ در شهر نیس در فرانسه با هدف ایجاد پیوند میان مهارت‌های نظامی و رشته‌های ورزشی مرتبط تأسیس شد.
اعضاء بنیانگذار سیزم ۵ کشور؛ فرانسه، هلند، بلژیک، دانمارک و لوکزامبورگ بودند. اما با عضویت آرژانتین، مصر و ۹ کشور اروپایی در سال ۱۹۵۰ و عضویت ایالات متحده آمریکا در ۱۹۵۱ این سازمان رفته رفته موقعیتی جهانی یافت.
سیزم در سال ۱۹۹۵ از سوی کمیته بین‌المللی المپیک به رسمیت شناخته شد و در همین سال اولین دوره بازی‌های ارتش‌های جهان را در رم برگزار کرد. هم‌اکنون ۱۲۷ کشور عضو این سازمان هستند.